# Барон Хотфилд

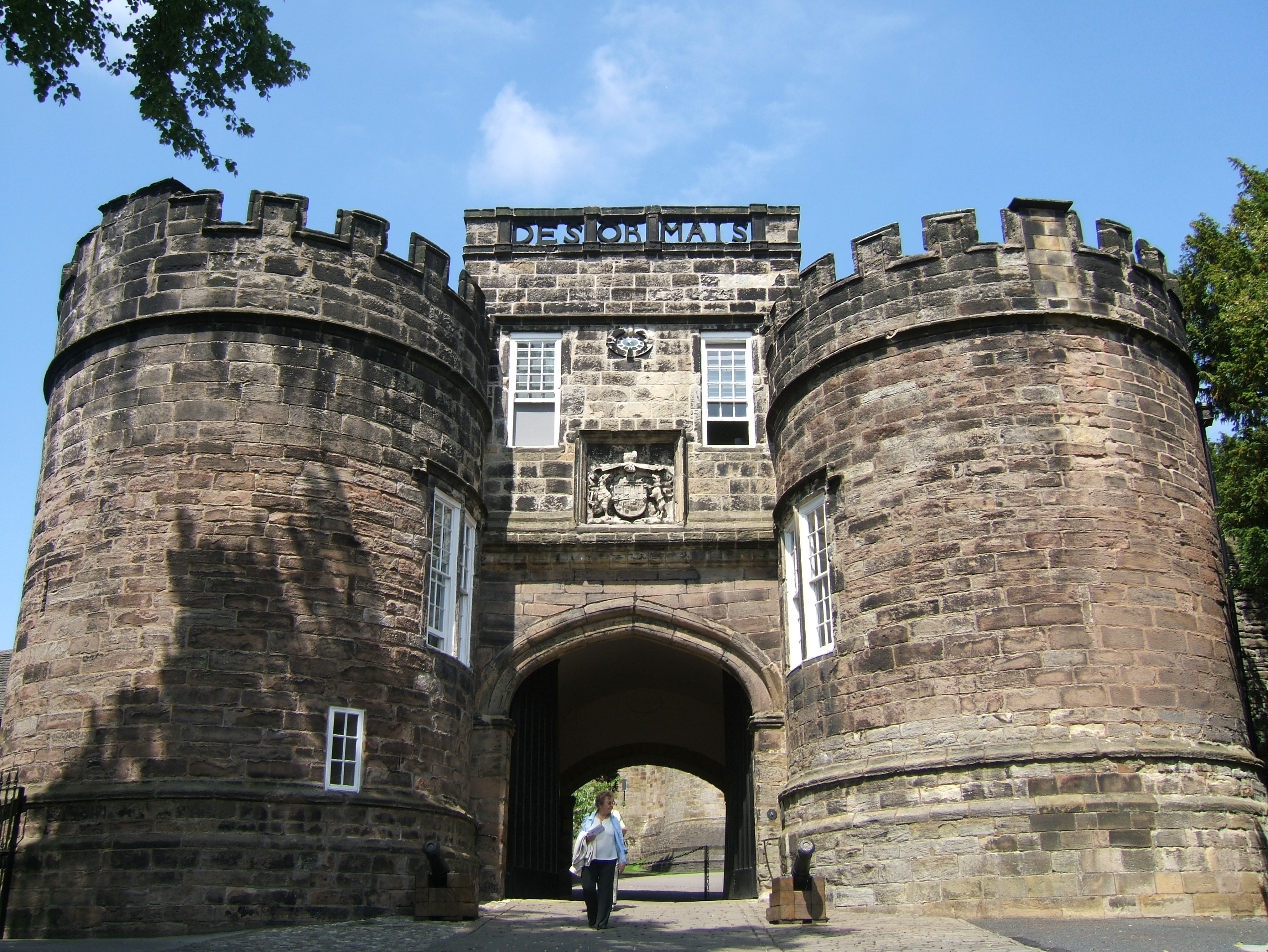
Замок Скиптон, бывшая резиденция баронов Хотфилд

Барон Хотфилд (англ. Baron Hothfield) из Хотфилда в графстве Кент — наследственный титул в системе Пэрства Соединенного Королевства. Он был создан 11 октября 1881 года для сэра Генри Тефтона, 2-го баронета (1844—1926). Он служил лордом-лейтенантом Уэстморленда (1881—1926) и кратко являлся лордом в ожидании в либеральной администрации Уильяма Гладстона (1886). Его старший сын, Джон Сэквилл Ричард Тефтон, 2-й барон Хотфилд (1873—1952), занимал пост мэра Эпплби в Уэстморленде. В 1961 году после смерти его сына, Генри Гастингса Сэквилла Танета Тефтона, 3-го барона Хотфилда (1897—1961), эта линия семьи прервалась. Покойному барону наследовал его двоюродный брат, Томас Сэквилл Тефтон, 4-й барон Хотфилд (1916—1986). Он был единственным сыном достопочтенного Сэквилла Филипа Тефтона, второго сына сын первого барона. После его смерти в 1986 году эта линия семьи также угасла, а титулы барона и баронета перешли к его двоюродному брату, Джорджу Уильяму Энтони Туфтону, 5-му барону Хотфилду (1904—1991). Он был старшим сыном достопочтенного Чарльза Генри Тефтона, третьего сына первого барона. 
По состоянию на 2024 год носителем титула являлся его сын, Энтони Чарльз Сэквилл Тефтон, 6-й барон Хотфилд (род. 1939), который сменил своего отца в 1991 году.
Титул баронета Тефтона из Эпплби-Касла графства Уэстморленд был создан в Баронетстве Соединенного Королевства 16 января 1851 года для Ричарда Тефтона (1813—1871). Он был внебрачным сыном Генри Тефтона, 11-го и последнего графа Тенета (1775—1849), который завещал ему крупные поместья Тефтонов. Его преемником стал его сын, вышеупомянутый сэр Генри Джеймс Тефтон, 2-й баронет (1844—1926), который был возведен в звание пэра в 1881 году.
Семейная резиденция — замок Скиптон в городе Скиптон (графство Северный Йоркшир). Замок был продан 3-м бароном Хотфилдом в 1956 году.

## Баронеты Тефтон из Эпплби-Касла (1851)
- 1851—1871: Сэр Ричард Тефтон, 1-й баронет (1813 — 20 июня 1871)[1] — британский баронет. Он родился в Вердене (Франция) и был незаконнорождённым сыном сына Генри Тефтона, 11-го графа Тенета, который завещал ему крупные поместья. После смерти графа Тенета в 1849 году он унаследовал поместья, которые включали Скиптонский замок в Йоркшире и Хотфилд Плейс, Мейдстон в Кенте, и стал британским гражданином в том же году. В 1851 году он получил титул баронета из Эпплби-Касла в графстве Уэстморленд. Он служил в качестве высшего шерифа графства Кент в 1859 году. Тафтон женился Аделаиде Амели Лакур в 1843 году. Он умер в июне 1871 года, и ему наследовал его сын Генри, который был возведен в звание пэра как барон Хотфилд в 1881 году.
- 1871—1926: Сэр Генри Джеймс Тефтон, 2-й баронет (1844—1926), сын предыдущего, барон Хотфилд с 1881 года[2].

## Бароны Хотфилд (1881)
- 1881—1926: Генри Джеймс Тефтон, 1-й барон Хотфилд (4 июня 1844 — 29 октября 1926), старший сын сэра Ричарда Тефтона, 1-го баронета (1813—1871)[2]
- 1926—1952: Джон Сэквилл Ричард Тефтон, 2-й барон Хотфилд (8 ноября 1873 — 21 декабря 1952), старший сын предыдущего[3]
- 1952—1961: Генри Гастингс Сэквилл Танет Тефтон, 3-й барон Хотфилд (16 марта 1897 — 20 августа 1961), старший сын предыдущего[4]
- 1961—1986: Томас Сэквилл Тефтон, 4-й барон Хотфилд (20 июля 1916 — 16 мая 1986), единственный сын достопочтенного Сэквилла Филиппа Тефтона (1875—1936) от второго брака, второго сына Генри Джеймса Тефтона, 1-го барона Хотфилда[5]
- 1986—1991: Джордж Уильям Энтони Тефтон, 5-й барон Хотфилд (28 октября 1904—1991), старший сын достопочтенного Чарльза Генри Тефтона (1879—1923), внук первого барона Хотфилда[6]
- 1991 — настоящее время: Энтони Чарльз Сэквилл Тефтон, 6-й барон Хотфилд (род. 21 октября 1939), старший сын предыдущего[7]
  - Наследник титула: достопочтенный Уильям Сэквилл Тефтон (род. 14 ноября 1977), единственный сын предыдущего[8]
    - Наследник наследника: Сэмюэл Джеймс Тефтон (род. 5 февраля 2009), старший сын предыдущего[9].